# Lludd Llaw Eraint
Lludd Llaw Eraint (Lludd de la Mà Platejada) és un personatge de la mitologia gal·lesa, present principalment en el Mabinogion i altres textos medievals gal·lesos. Se l’associa amb el rei britó Lud (o Nodens) i té paral·lelismes amb el déu irlandès Nuada Airgetlám, tots dos relacionats amb mans o braços platejats.

### Origen i llegendes
Lludd és descrit com un rei de Britània i pare de Llefelys. La seva història apareix al relat "Cyfranc Lludd a Llefelys" (L’encontre de Lludd i Llefelys), on ha d’enfrontar-se a tres grans plagues sobrenaturals que afecten el seu regne.

### Les tres plagues de Britània
Segons el relat gal·lès, Lludd busca l’ajuda del seu savi germà Llefelys per alliberar Britània de tres malediccions:
1. Els Coranians – Un poble sobrenatural capaç d’escoltar qualsevol paraula dita en contra seva.
2. Un crit esgarrifós – Un so aterridor que es produïa cada vigília de maig, causat per la lluita de dos dracs.
3. Una misteriosa manca d’aliments – Els queviures desapareixien cada nit, a causa d’un gegant i el seu poder màgic.

Amb l’ajuda de Llefelys, Lludd aconsegueix derrotar aquestes amenaces i restaurar la pau al seu regne.

### Paral·lelismes amb Nuada i la Mà Platejada
- L’epítet Llaw Eraint ("Mà Platejada") suggereix un vincle amb Nuada Airgetlám, un déu de la mitologia irlandesa que també tenia una mà d’argent.
- Algunes teories proposen que Lludd podria haver perdut la mà en combat i haver-ne rebut una de màgica en una versió perduda de la llegenda.

### Associació amb Londres
- Algunes tradicions vinculen Lludd amb la fundació de Londres (Caer Lludd, posteriorment Lundain o London).
- Es diu que fou enterrat a Ludgate, una de les antigues portes de la ciutat.

Lludd Llaw Eraint representa una antiga figura heroica de Britània, vinculada tant a llegendes històriques com a antics déus celtes. La seva història reflecteix temes mitològics comuns en la tradició indoeuropea, en què un rei o heroi ha de vèncer forces sobrenaturals per protegir el seu poble.